# Alaïmia
Alaïmia (în arabă عاليمية) este o comună din provincia Mascara, Algeria.
Populația comunei este de 7.512 locuitori (2008).